# Ultraviolence (album)
Pour les articles homonymes, voir Ultraviolence.
Albums de Lana Del Rey
Born to Die
(2011) Honeymoon
(2015)
Singles
1. West Coast
Sortie : 14 avril 2014
2. Shades of Cool
Sortie : 26 mai 2014
3. Ultraviolence
Sortie : 4 juin 2014
4. Brooklyn Baby
Sortie : 8 juin 2014
5. Black Beauty
Sortie : 23 novembre 2014

Ultraviolence est le quatrième album studio de l'auteure-compositrice-interprète américaine Lana Del Rey sorti le 13 juin 2014 aux États-Unis et le 16 juin en France. D'abord rejetant l'idée d'un autre disque après son album Born to Die, devenu un succès planétaire, elle commence finalement à travailler sur son successeur en 2013. Dan Auerbach collabore fortement sur l'album, bien que les producteurs Paul Epworth, Greg Kurstin, Daniel Heath et Rick Nowels contribuent également à la création du projet.
À sa sortie, Ultraviolence est bien reçu par la critique. Ceux-ci louent le lyrisme, la cohésion, la production et la performance vocale de la chanteuse. L'album est fréquemment classé parmi les meilleurs albums de l'année ainsi que la décennie, Metacritic le citant comme le treizième album de l'année 2014.
C'est un succès mondial, faisant ses débuts à la première place dans onze pays – dont les États-Unis au Billboard 200 – avec des ventes à plus de 182 000 exemplaires la première semaine. C'est l'album qui fait le meilleur démarrage de la carrière de l'artiste.
Pour promouvoir l'album, cinq singles sortent – West Coast, Shades of Cool, Ultraviolence, Brooklyn Baby et Black Beauty. La chanteuse se lance dans une tournée, nommée The Endless Summer Tour, avec des concerts où participent notamment Courtney Love et Grimes.

## Contexte
Après la sortie de Born to Die en 2012, Lana Del Rey rejette l'idée de sortir un nouvel album, car elle aurait « déjà dit tout [ce qu'elle] voulait dire ». Cependant, en février 2013, elle commence à travailler sur un nouveau projet. Elle déclare à propos de ce nouvel album qu'il est « plus dépouillé mais toujours cinématographique et sombre. Je travaille dessus très lentement mais j'aime tout ce que je fais. J'ai écrit à Santa Monica et je sais comment le disque sonne. Maintenant je n'ai plus qu'à le finir ». Cependant, par la suite, elle se montre « découragé[e], oui. Je ne sais pas lesquelles mettre sur ce disque. Mais je suppose que je peux simplement les assembler et voir ce qui se passe ». Elle ajoute vouloir écrire des chansons « discrètes et dépouillées » et travailler avec Dan Heath ainsi que Barrie-James O'Neill, son compagnon de l'époque, et qu'elle aimerait travailler également avec Lou Reed.
En octobre, elle dit que « quand les gens me posent des questions à ce sujet, je dois juste être honnête - je ne sais vraiment pas. Je ne veux pas dire « oui, définitivement - le suivant est meilleur que celui-ci » parce que je n'ai pas encore trouvé le prochain. Ma muse est très volage. Elle ne vient qu'à moi de temps en temps, ce qui est ennuyeux ».
Elle publie une photo, en janvier 2014, de Dan Auerbach et d'elle avec comme légende « Moi et Dan Auerbach sommes ravis de vous présenter Ultraviolence ». Selon certaines rumeurs, les deux travailleraient dans un studio d'enregistrement à  Nashville, les deux s'étant rencontrés à New York alors qu'elle pensait le disque terminé. Les deux devaient initialement travailler ensemble pendant trois jours, mais finirent par passer six semaines à enregistrer l'album complet.
Au propos de Lana Del Rey, Dan Auerbach déclare par la suite qu'« elle m'a impressionné tous les jours. Il y avait des moments où elle se battait, contre moi. Je pouvais sentir qu'elle ne voulait peut-être pas qu'on pense qu'elle n'était pas en contrôle de ce qu'elle faisait, car je suis sûr que c'est vraiment difficile d'être une femme dans la musique. Alors on s'est un peu fâchés, mais à la fin de la journée on dansait ensemble sur les chansons ».
À la sortie de l'album, l'artiste réaffirme sa réticence antérieure à faire un autre album, « je veux dire, je me sens toujours comme ça, mais avec cet album, j'avais moins l'impression de devoir raconter mes voyages et plus comme si je devais juste raconter des extraits de mon passé récent ».

## Thèmes, inspirations et contenu
Ultraviolence est qualifié de rock psychédélique, de dream pop, de rock, avec des pointes de blues, de soft rock et d'indie rock,.
La première chanson de l'album, Cruel World, est la chanson la plus longue de l'album. Lana Del Rey la considère comme son morceau préféré. C'est une chanson de rupture, avec des guitares rock et une réverbération du style des années 1970.
La chanson qui donne son titre à l'album, Ultraviolence, fait directement référence à He Hit Me (And It Felt Like a Kiss) des Crystals dans le refrain.
Shades of Cool est décrite par Consequence of Sound comme « une ballade lente et légèrement sombre marquée par des guitares réverbérées, de légères atmosphères et la voix de Lana Del Rey qui alterne entre un murmure étouffé et des lamentations éphémères. »
La chanson Brooklyn Baby est écrite par la chanteuse avec une pensée directe à Lou Reed. Elle était censée travailler avec lui et est partie pour New York afin de le rencontrer, mais le chanteur décède le jour de son arrivée. Les paroles « Et mon petit ami est dans un groupe / Il joue de la guitare pendant que je chante du Lou Reed » sont une référence directe.
West Coast est une chanson au tempo divisé en deux avec un couplet aux résonnances rock psychédélique et un refrain surf music au tempo plus lent. Musicalement, sa composition est construite autour de batterie reggae, des riffs de guitare influencés par le blues et s'inspire de la musique indie rock.
Sad Girl parle du fait d'être « l'autre femme » dans une liaison. Elle écrit Money Power Glory en réaction à son ascension vers la gloire. Elle affirme, à propos de l'écriture de la chanson, avoir été « plus sardonique. Du genre, si tout ce que les médias m'autorisent à avoir c'est de l'argent, beaucoup d'argent, alors merde... ce que je voulais c'était quelque chose de simple : la communauté et le respect d'un écrivain. »

Interrogée sur la signification de la chanson Fucked My Way Up to the Top, Lana Del Rey déclare que c'est « un commentaire, genre « Je sais ce que tu penses de moi » et j'y fais allusion. Vous savez, j'ai couché avec beaucoup d'hommes dans cette industrie, mais aucun d'entre eux ne m'a aidé à obtenir des contrats. Ce qui est ennuyeux. »

## Réception
Ultraviolence reçoit des critiques positives à sa sortie. Selon Metacritic, l'album a une note moyenne de 74 sur 100 basée sur 35 critiques, indiquant des « critiques généralement favorables  ».
Alexis Petridis du Guardian, écrit que « Chaque refrain raisonne, les mélodies sont uniformément belles, et elles montent et descendant, pour mieux démontrer la confiance accrue de Lana Del Rey en sa voix. Tout est si bien fait que tout l'album se déroule dans un même rythme somnambule. » Tony Clayton-Lea du Irish Times note que ce « qui semble certain, c'est que quoi qu'elle soit vraiment, ou quoi quelle fasse dans le milieu qu'elle a choisi, elle est la meilleure dans ce domaine. » Mike Diver de Cash commente que « malgré tous ses aigus inspirés des graves, Ultraviolence [...] va jusqu'à refléter, bien que peut-être par coïncidence, cette époque : en noir et blanc ». Le critique juge l'album comme possédant « une beauté meurtrie, juste en deçà du statut classique ». Mark Richardson de Pitchfork déclare que l'album est un disque « d'un concept humain », faisant référence à la personnalité supposée de la chanteuse. Il estime que l'album est « magnifique et riche », et beaucoup plus cohérent que son prédécesseur, Born to Die. The Independent donne 3 étoiles sur 5 à l'album et le critique Hugh Montgomery estime qu'« il y a un mélange quasi transgressif de passivité désespérée et de sexualité qui traverse les chansons ».
Kyle Anderson d'Entertainment Weekly affirme que « Stanley Kubrick aurait adoré Lana Del Rey – une renarde très stylisée qui romance le fatalisme à des niveaux quasi pornographiques, créant des moments fantastiquement décadents de mélodrame de film noir. C'est un esthétique qui exige un engagement total de la part de l'artiste et de l'auditeur, et il serait difficile d'accepter si elle ne livrait pas un cinéma aussi pleinement réalisé. » Il ajoute également qu'« Ultraviolence fusionne magistralement ces éléments et complète le récit de rédemption d'une chanteuse dont l'arc d'évasion à contrecoup sur Born to Die en 2012 en a fait un récit édifiant sur le battage médiatique de l'industrie musicale. » Dans Rolling Stone, Caryn Ganz donne une critique positive, considérant l'album comme « une exploration mélancolique à travers une romance vouée à l'échec, des dépendances incorrigibles, des rêves américains essoufflés ». Elle dit aussi qu'« [il] enveloppe le désir, la violence et la tristesse dans un paquet serré que Lana Del Rey ne semble pas toujours sûr de savoir comment déballer ». Le magazine américain le classe à la troisième place des meilleurs albums pop de l'année 2014 : « Ultraviolence est considéré comme une déclaration radicale d'une pop star en 2014 – elle est principalement produite par Dan Auerbach, qui s'appuie sur la guitare électrique et d'autres instruments live, et aucun de ses onze morceaux ne ressemble à un hit radio. ». Justin Charity du magazine Complex note que « l'album est une affaire de blues, avec des insinuations maussades déversant sanglantes et audacieuses » Le critique l'a également qualifié d' « intime ». Alexandra Molotkow, écrivant dans The Globe and Mail salue l'album comme « plus vivant, nuancé et mûr que [son premier] Born to Die ».

## Liste des pistes
| 1.    | Cruel World                 | Lana Del Rey; Blake Stranathan                            | 6:39 |
| 2.    | Ultraviolence               | Lana Del Rey; Daniel Heath                                | 4:11 |
| 3.    | Shades of Cool              | Lana Del Rey; Rick Nowels                                 | 5:42 |
| 4.    | Brooklyn Baby               | Lana Del Rey; Barrie O’Neill                              | 5:51 |
| 5.    | West Coast                  | Lana Del Rey; Rick Nowels                                 | 4:16 |
| 6.    | Sad Girl                    | Lana Del Rey; Rick Nowels                                 | 5:17 |
| 7.    | Pretty When You Cry         | Lana Del Rey; Blake Stranathan                            | 3:54 |
| 8.    | Money Power Glory           | Lana Del Rey; Greg Kurstin                                | 4:30 |
| 9.    | Fucked My Way Up to the Top | Lana Del Rey; Daniel Heath                                | 3:32 |
| 10.   | Old Money                   | Lana Del Rey; Daniel Heath; Nino Rota; Robbie Fitzsimmons | 4:31 |
| 11.   | The Other Woman             | Jessie Mae Robinson                                       | 3:01 |
| 51:24 |                             |                                                           |      |

| Version Deluxe | Version Deluxe | Version Deluxe                                | Version Deluxe | Version Deluxe | Version Deluxe | Version Deluxe | Version Deluxe | Version Deluxe | Version Deluxe |
| No             | Titre          | Auteur                                        | Durée          |                |                |                |                |                |                |
| -------------- | -------------- | --------------------------------------------- | -------------- | -------------- | -------------- | -------------- | -------------- | -------------- | -------------- |
| 12.            | Black Beauty   | Lana Del Rey; Rick Nowels                     | 5:14           |                |                |                |                |                |                |
| 13.            | Guns & Roses   | Lana Del Rey; Rick Nowels                     | 4:30           |                |                |                |                |                |                |
| 14.            | Florida Kilos  | Lana Del Rey; Daniel Auerbach; Harmony Korine | 4:14           |                |                |                |                |                |                |
| 65:22          |                |                                               |                |                |                |                |                |                |                |

| Version Target, Fnac et Japon | Version Target, Fnac et Japon | Version Target, Fnac et Japon                 | Version Target, Fnac et Japon | Version Target, Fnac et Japon | Version Target, Fnac et Japon | Version Target, Fnac et Japon | Version Target, Fnac et Japon | Version Target, Fnac et Japon | Version Target, Fnac et Japon |
| No                            | Titre                         | Auteur                                        | Durée                         |                               |                               |                               |                               |                               |                               |
| ----------------------------- | ----------------------------- | --------------------------------------------- | ----------------------------- | ----------------------------- | ----------------------------- | ----------------------------- | ----------------------------- | ----------------------------- | ----------------------------- |
| 12.                           | Black Beauty                  | Lana Del Rey; Rick Nowels                     | 5:14                          |                               |                               |                               |                               |                               |                               |
| 13.                           | Guns & Roses                  | Lana Del Rey; Rick Nowels                     | 4:30                          |                               |                               |                               |                               |                               |                               |
| 14.                           | Florida Kilos                 | Lana Del Rey; Daniel Auerbach; Harmony Korine | 4:14                          |                               |                               |                               |                               |                               |                               |
| 15.                           | Flipside                      | Lana Del Rey; Blake Stranathan                | 5:10                          |                               |                               |                               |                               |                               |                               |
| 70:32                         |                               |                                               |                               |                               |                               |                               |                               |                               |                               |

| Version iTunes Store | Version iTunes Store | Version iTunes Store                          | Version iTunes Store | Version iTunes Store | Version iTunes Store | Version iTunes Store | Version iTunes Store | Version iTunes Store | Version iTunes Store |
| No                   | Titre                | Auteur                                        | Durée                |                      |                      |                      |                      |                      |                      |
| -------------------- | -------------------- | --------------------------------------------- | -------------------- | -------------------- | -------------------- | -------------------- | -------------------- | -------------------- | -------------------- |
| 12.                  | Black Beauty         | Lana Del Rey; Rick Nowels                     | 5:14                 |                      |                      |                      |                      |                      |                      |
| 13.                  | Guns & Roses         | Lana Del Rey; Rick Nowels                     | 4:30                 |                      |                      |                      |                      |                      |                      |
| 14.                  | Florida Kilos        | Lana Del Rey; Daniel Auerbach; Harmony Korine | 4:14                 |                      |                      |                      |                      |                      |                      |
| 15.                  | Is This Happiness    | Lana Del Rey; Rick Nowels                     | 3:44                 |                      |                      |                      |                      |                      |                      |
| 69:09                |                      |                                               |                      |                      |                      |                      |                      |                      |                      |

| Version iTunes Store japonais | Version iTunes Store japonais | Version iTunes Store japonais                 | Version iTunes Store japonais | Version iTunes Store japonais | Version iTunes Store japonais | Version iTunes Store japonais | Version iTunes Store japonais | Version iTunes Store japonais | Version iTunes Store japonais |
| No                            | Titre                         | Auteur                                        | Durée                         |                               |                               |                               |                               |                               |                               |
| ----------------------------- | ----------------------------- | --------------------------------------------- | ----------------------------- | ----------------------------- | ----------------------------- | ----------------------------- | ----------------------------- | ----------------------------- | ----------------------------- |
| 12.                           | Black Beauty                  | Lana Del Rey; Rick Nowels                     | 5:14                          |                               |                               |                               |                               |                               |                               |
| 13.                           | Guns & Roses                  | Lana Del Rey; Rick Nowels                     | 4:30                          |                               |                               |                               |                               |                               |                               |
| 14.                           | Florida Kilos                 | Lana Del Rey; Daniel Auerbach; Harmony Korine | 4:14                          |                               |                               |                               |                               |                               |                               |
| 15.                           | Is This Happiness             | Lana Del Rey; Rick Nowels                     | 3:44                          |                               |                               |                               |                               |                               |                               |
| 16.                           | Flipside                      | Lana Del Rey; Blake Stranathan                | 5:10                          |                               |                               |                               |                               |                               |                               |
| 74:16                         |                               |                                               |                               |                               |                               |                               |                               |                               |                               |

## Classements
| Classements (2014)                 | Meilleure position |
| ---------------------------------- | ------------------ |
| Allemagne (Media Control AG)       | 3                  |
| Australie (ARIA)                   | 1                  |
| Autriche (Ö3 Austria Top 40)       | 5                  |
| Belgique (Flandre Ultratop)        | 1                  |
| Belgique (Wallonie Ultratop)       | 1                  |
| Canada (Canadian Albums)           | 1                  |
| Danemark (Tracklisten)             | 1                  |
| Écosse (OCC)                       | 1                  |
| Espagne (Promusicae)               | 1                  |
| États-Unis (Billboard 200)         | 1                  |
| Finlande (Suomen virallinen lista) | 1                  |
| France (SNEP)                      | 2                  |
| Hongrie (Mahasz)                   | 6                  |
| Irlande (IRMA)                     | 2                  |
| Nouvelle-Zélande (RIANZ)           | 1                  |
| Norvège (VG-lista)                 | 1                  |
| Pays-Bas (Mega Album Top 100)      | 5                  |
| Pologne (ZPAV)                     | 1                  |
| Portugal (AFP)                     | 3                  |
| Tchéquie (IFPI)                    | 4                  |
| Suède (Sverigetopplistan)          | 6                  |
| Suisse (Schweizer Hitparade)       | 2                  |
| Royaume-Uni (UK Albums Chart)      | 1                  |

## Certifications
| Pays              | Certification | Unités certifiées |
| ----------------- | ------------- | ----------------- |
| États-Unis (RIAA) | Platine       | 1 000 000         |